# Tammin Sursok
Tammin Pamela Sursok (ur. 19 sierpnia 1983 w Johannesburgu) – australijska aktorka i piosenkarka. Jest najbardziej znana z roli Dani Sutherland w Home and Away (Zatoka serc) i także z roli Colleen Carlton w serialu The Young and the Restless (Żar młodości).
Rozpoczęła również karierę muzyczną (jako Tammin) nagrywając debiutancki singiel Pointless Relationship, wydany 14 listopada 2004 roku, osiągnął 10 miejsce w Australian Singles Chart następnego tygodnia.
Grała Colleen Carlton w amerykańskiej operze mydlanej Żar młodości w latach 2007–2009, i była nominowana do Daytime Emmy. Jej pierwszym filmem zrobionym dla telewizji był Spectacular!, którego premiera odbyła się 16 lutego 2009 r. (w Polsce 25 grudnia 2009 r.) na programie Nickelodeon. Zagrała także rolę Carrie w filmie Filcka 2. Zagrała również, powtarzająca się gościnnie, w 4 sezonie serialu Hannah Montana jako Siena, dziewczyna Jacksona Stewarta (Jason Earles). Od 2010 roku gra Jennę Marshall w serialu Pretty Little Liars (Słodkie kłamstewka).